# Българи в Австралия
Българите в Австралия са около 6000 души. Според официалната статистика с български произход в Австралия са 5436 души . Макар родените в България австралийски граждани да са 2915 души, от тях говорят майчин български 2317. Родените в Австралия, използващи български език у дома или самоопределящи произхода си от България, са 3119 души. Заедно със македонската диаспора в страната броят им надхвърля 100 хил. души, или поне около 0,5% от населението на страната.

## История
Първи сведения за българско преселение в Австралия датират от 1876 година. Тогава известен брой българи бягат по време на Априлското въстание и се установяват в щатите Куинсланд и Тасмания. Според статистика от 1891 година в Австралия живеят само 14 българи. След Илинденско-Преображенско въстание от 1903 година в Австралия се заселват около 100 българи от Македония и Южна Тракия. Първата компактна българска колония се е образувала в град Пърт, Западна Австралия, през 1906 – 1907 година.
През 1907 година в Австралия емигрират 100 българи, предимно от Търновско, те се заселват в Аделейд (30), Мелбърн (35) и Сидни (35). През 1912 година български градинари изкупуват заблатените земи на Фулъм, близо до Аделейд, и ги превръщат в плодородни градини. Българската колония в Аделейд е сред най-бързо разрастващите се в Австралия, през 1920 година много българи от Търновско се заселват и работят като градинари. Българската общност в Мелбърн се оформя през 1910/11 година.
След 1928 г. в Австралия пристига голяма група българи с намерение да припечели добре за няколко години и да се завърне в България. Най-много градинари идват от селата Страхилово, Пейчиново, Асеново и по няколко семейства от Павел, Иванча, Обединение, Драганово, Сашево. Поради световната икономическа криза 1928 – 1930 г. не успяват да съберат пари за обратния път и остават в Австралия. С голямо трудолюбие и пестеливост закупуват земя в кварталите Фулам и Фулам Гарденс на Аделаида. Превръщат мочурливите земи в зеленчукови градини, изграждайки оранжерии за домати, чушки и други зеленчуци. Двата квартала стават едни от най-престижните и търсени, като се отдава заслужена почит на българските им създатели. По време на Втората световна война много българи са затворени в лагери и заставени да работят по железниците, мините, в горите и друг тежък физически труд.
След края на Втората световна война в Австралия има наплив на стотици български политически емигранти, които не приемат новосъздадената комунистическата диктатура в България. Трудно е да се установи точният брой на българските заселници преди Втората световна война, но според някои оценки техният броят на емигрантите от Царство България е около 1000 души, Към тях се прибавят и между 5000 и 6000 етнически български емигранти от Македония, Добруджа и Бесарабия.
Изследване сред 130 български емигранти, заселили се в Сидни между 1949 и 1961 година, показва, че 14 са строителни инженери, 3 архитекта, 2 адвоката, един агроном, един зъболекар, 15 студента емигрирали по политически причини, 40 със завършено полувисше образование, а останалите са с гимназиално образование. Шест от тези емигранти продължават образованието си в Австралия.
През 1975 година голям поток от български бежанци съставят третата вълна от български емигранти в Австралия. През 1976 българите наброяват 1743 души, добре образовани и главно от по-големите български градове, най-вече от София и идващи заедно със семействата си.
След 1990 г. в Южна Австралия пристигат над 30 млади семейства от България. Повечето от тях са с висше образование в областта на информатиката и инженерните науки. Изследване сред 172 от новодошлите българи живеещи в Сидни показва, че 90% (155) от тях имат едно, две или даже три висши образования в областта на науката, изкуството и търговията. Най-голяма е групата на инженерите (72), следвани от математиците (10), докторите (9), филолози (5), физици (5), геофизици (4), химици (4) и зъболекарите (4). Друго изследване сред 83 българи емигрирали в Мелбърн показва, че 88% (73) от тях имат университетско образование с най-голям дял на инженерите (32), следвани от физиците (4), математиците (3) и докторите (3). Повечето от тези емигранти и сега работят по своите професии.
Българската държава започва да проявява интерес към българите в Австралия едва в края на 70-те години на ХХ век, като приема наложеното от Югославия разделяне на нашата диаспора на българи и македонци. Българската дипломация и в днешно време не взима отношение към активната пропаганда на македонизма в Австралия.

## Брой
- 1891 – 14
- 1947 – 525
- 1954 – 1224
- 1976 – 1743
- 1991 – 1764
- 2001 – 2560
- 2006 – 4870

По данни на последното преброяване през 2001 година българите се оказват само 2560 души. Организаторите на българската общност в различните части на Австралия твърдят, че българите са поне три пъти повече, но повечето предпочитат да се обявяват за австралийци поради гражданството си.

## Разположение
Броят на българите по щати и територии е следният (2001): Нов Южен Уелс – 810, Виктория – 810, Южна Австралия – 390, Куинсланд – 270, Западна Австралия – 210, АСТ – 30, Тасмания – 20, Северна територия – 10.
Броят на българите по градове е следния (2006): Мелбърн – 755, Сидни – 700, Аделейд – 370.

## Култура

### Дружества
Български дружества са: Австралийско-българско дружество „Младост“ – Канбера, Българо-Австралийско дружество „Родина“ – Канбера (от 2007), Българско дружество „Родина“ – Пърт (от 1993), Българско дружество – Бризбейн, Българско дружество – Мелбърн, Българско женско дружество „Баба Тонка“ – Мелбърн, Българско културно, социално и патриотично дружество „Родина“ – Сидни (от 1979), Българско културно-просветно дружество – Аделейд (от 1949).

### Културни формации
Български културни формации са: Българо-австралийски женски хор „Петрунка“ – Мелбърн, Български културен център — Кройдън, Хор „Мартеница“ – Сидни, Българското културно-просветно дружество (Bulgarian Educational and Friendly Society Inc.) в Аделаида.

### Учебни заведения
Български учебни заведения са: Българско неделно училище в Мелбърн (от 2005), Неделно училище към Българското просветно дружество в Аделейд, Школа за хореография и художествена гимнастика „Перо“, неделно училище „Др. Петър Берон“ в Сидни 

### Църковни общини
Едва през 1950 година българската православна общност е официално установена. Българските православни църкви в Австралия са част от Българската източноправославна епархия в САЩ, Канада и Австралия.
Български църковни общини са: Българска източно-православна църква „Св. Петка“ – Аделейд (от 1968), Българска източно-православна църква „Св. Иван Рилски“ – Сидни, Българска източно-православна църква „Св. св. Кирил и Методий“ – Мелбърн.

### Фолклорни състави
- Фолклорен състав „Горани“